# ماغاس
مَاغَاس بالإنْغُوشِيّة و(بالروسية: Магас) هي إحدى مدن روسيا وهي عاصمة الكيان الفدرالي الروسي إنغوشيا.
ماغاس هي عاصمة جمهورية إنغوشيا الواقعة في شمال القوقاز الروسي. ويترجم لفظ ماغاس من اللغة الانغوشية كمدينة الشمس. يبلغ عدد سكانها بحسب إحصائيات عام 2009 حوالي 500 نسمة فقط. لذلك تعد ماغاس اصغر مدينة في روسيا وربما في العالم اجمع من حيث عدد السكان القاطنين فيها.
وتم تأسيس المدينة عام 1995 في موقع مدينة قديمة كانت تحمل التسمية نفسها. اما افتتاحها الرسمي فتم في 31 أكتوبر/تشرين الأول عام 1998 حين تم نصب علم الجمهورية على بناية وحيدة استكمل إنشاءها وهي قصر الرئيس الذي يعد منذ ذلك الحين مقرا لرئيس الجمهورية وادارته. ومنحت ماناس عام 2002 لقب عاصمة جمهورية إنغوشيا بدلا من عاصمتها القديمة مدينة نازران.
تبعد ماغاس 4 كيلومترات عن مدينة نازران، وتقع على هضبة مدرجة على ارتفاع 520 -650 مترا فوق سطح البحر. ويجري فيها نهر سونجا. ويقع مطار ماغاس على بعد 30 كيلومترا عن العاصمة. ويمر بالقرب منها الاوتوستراد الفيدرالي «القوقاز».
شعار مدينة ماغاس عبارة عن ترس فرنسي مصنوع على شكل مستطيل. ويرمز حقل الترس الأحمر اللون إلى الرجولة والفرح والنصر والسعي إلى التقدم. اما الترس نفسه فيجسد الحماية والشرف العسكري والبسالة. نظرا إلى أن ماغاس هي مدينة الشمس فان الشمس الذهبية الواقعة في اعلا الشعار هي عنصره الرئيسي الذي يرمز إلى السلام والازدهار والخلود. وتجسد الشمس القوة الحيوية للشعب الذي كان يقطن ماغاس ويدافع عنها. ويقع في وسط الشعار النسر الذهبي الذي يرمز إلى الحكم والقوة والضيافة والعظمة والعدالة.